# Ever Cantero
Ever Milton Cantero Benítez (Asunción, Paraguay, 3 de diciembre de 1985) es un ex futbolista paraguayo. Jugaba de delantero y jugó por última vez en Guaireña Fútbol Club de la Primera División de Paraguay.

## Trayectoria
Comenzó su carrera jugando por el River Plate de la Segunda División de su país donde convirtió dos goles para luego jugar por otro equipo de la misma categoría, el Cerro Porteño PF, donde no convertiría goles. En el 2005 daría el salto a la división de honor al jugar por el General Caballero donde no tendría una buena campaña ya que su equipo perdería la categoría al termina ese año y en lo personal solo anotaría nuevamente dos goles.
En el 2006 llegó a prueba a Deportes Puerto Montt, donde lograría fichar y lograr un gran Torneo de Apertura 2006, donde en trece partidos convertiría ocho goles, llamando la atención de la Universidad Católica, llegando a préstamo por un año pero por culpa de problemas de salud no logra quedarse en el cuadro cruzado teniendo que regresar al club sureño donde no tendría un buen segundo semestre.
Para el 2007, llega nuevamente a la capital chilena, pero esta vez para defender los colores de Palestino, donde anotaría dos goles en diez partidos, partiendo a prueba al Atlante de México regresando sin suerte al club de colonia donde en su segundo campeonato jugaría 18 partidos pero no convertiría ningún gol.
Su siguiente temporada en el fútbol chileno sería en 2008, pero esta vez fichando por Ñublense durante un año, donde realizara una campaña histórica para el club chillanejo, clásificando y jugando la Copa Sudamericana, finalmente su saldo en este club, sería de nueve goles en treintaiocho partidos.
En el 2009 tras terminar contrato con Ñublense, ficha por Cobreloa tras rechazar una oferta de O'Higgins, donde estaría por dos años logrando catorce goles en cuarentaiocho partidos. Para la temporada 2011, llega al elenco de Santiago Morning, donde llegaría a estar entre los goleadores del torneo en el primer semestre con siete goles, pero una lesión lo dejaría fuera de la competencia en este torneo y en el siguiente, donde convirtió seis goles en once partidos, lo cual no serviría para que su equipo mantuviera la categoría, ya que desciende a la Primera B.
En el 2012, ficha por el Bolívar por un año, terminando con aproximadamente 5 años de estadía en el fútbol chileno
En el 2013 y luego de un año de estadía en Bolivia, Cantero regresa nuevamente a Chile, pero esta vez para fichar en Cobresal, equipo que viene de mantener su puesto en la Primera División del fútbol chileno, significando de paso su regreso definitivo, a una liga que Cantero conoció muy bien de memoria. Salió campeón con Cobresal en 2015, descendió en 2017 con Cobresal, pero ascendió en 2018, siendo el goleador de su equipo y actualmente juega en Guaireña Fútbol Club.

## Estadísticas

### Clubes
| River Plate Paraguay |               |               |     |     |    |    |    |   |   |   |     |     |     |      |      |
| 2.ª | 2003          | 10            | 2   | 2   | —  | —  | —  | — | — | — | 10  | 2   | 2   | 0,20 |      |
| Total club | Total club    | 10            | 2   | 2   | 0  | 0  | 0  | 0 | 0 | 0 | 10  | 2   | 2   | 0,20 |      |
| Cerro Porteño PF Paraguay |               |               |     |     |    |    |    |   |   |   |     |     |     |      |      |
| 2.ª | 2004          | 8             | 0   | 1   | —  | —  | —  | — | — | — | 8   | 0   | 1   | 0,00 |      |
| Total club | Total club    | 8             | 0   | 1   | 0  | 0  | 0  | 0 | 0 | 0 | 8   | 0   | 1   | 0,00 |      |
| General Caballero SC Paraguay |               |               |     |     |    |    |    |   |   |   |     |     |     |      |      |
| 1.ª | 2005          | 9             | 2   | 1   | —  | —  | —  | — | — | — | 9   | 2   | 1   | 0,22 |      |
| Total club | Total club    | 9             | 2   | 1   | 0  | 0  | 0  | 0 | 0 | 0 | 9   | 2   | 1   | 0,22 |      |
| Deportes Puerto Montt · Chile |               |               |     |     |    |    |    |   |   |   |     |     |     |      |      |
| 1.ª | 2006          | 26            | 10  | 6   | —  | —  | —  | — | — | — | 26  | 10  | 6   | 0,39 |      |
| Total club | Total club    | 26            | 10  | 6   | 0  | 0  | 0  | 0 | 0 | 0 | 26  | 10  | 6   | 0,39 |      |
| Palestino · Chile |               |               |     |     |    |    |    |   |   |   |     |     |     |      |      |
| 1.ª | 2007          | 28            | 2   | 4   | —  | —  | —  | — | — | — | 28  | 2   | 4   | 0,07 |      |
| Total club | Total club    | 28            | 2   | 4   | 0  | 0  | 0  | 0 | 0 | 0 | 28  | 2   | 4   | 0,07 |      |
| Ñublense · Chile |               |               |     |     |    |    |    |   |   |   |     |     |     |      |      |
| 1.ª | 2008          | 38            | 9   | 7   | 1  | 1  | 0  | 1 | 0 | 0 | 40  | 10  | 7   | 0,25 |      |
| Total club | Total club    | 38            | 9   | 7   | 1  | 1  | 0  | 1 | 0 | 0 | 40  | 10  | 7   | 0,25 |      |
| Cobreloa · Chile |               |               |     |     |    |    |    |   |   |   |     |     |     |      |      |
| 1.ª | 2009          | 23            | 7   | 4   | 1  | 0  | 0  | — | — | — | 24  | 7   | 4   | 0,29 |      |
| 1.ª | 2010          | 25            | 7   | 5   | 4  | 2  | 2  | — | — | — | 29  | 9   | 7   | 0,31 |      |
| Total club | Total club    | 48            | 14  | 9   | 5  | 2  | 2  | 0 | 0 | 0 | 53  | 16  | 11  | 0,30 |      |
| Santiago Morning · Chile |               |               |     |     |    |    |    |   |   |   |     |     |     |      |      |
| 1.ª | 2011          | 22            | 13  | 2   | 5  | 0  | 1  | — | — | — | 27  | 13  | 3   | 0,48 |      |
| Total club | Total club    | 22            | 13  | 2   | 5  | 0  | 1  | 0 | 0 | 0 | 27  | 13  | 3   | 0,48 |      |
| Bolívar · Bolivia |               |               |     |     |    |    |    |   |   |   |     |     |     |      |      |
| 1.ª | 2012          | 11            | 4   | 4   | —  | —  | —  | 4 | 1 | 0 | 15  | 5   | 4   | 0,33 |      |
| 1.ª | 2012          | 12            | 4   | 2   | —  | —  | —  | — | — | — | 12  | 4   | 2   | 0,33 |      |
| Total club | Total club    | 23            | 8   | 6   | 0  | 0  | 0  | 4 | 1 | 0 | 27  | 9   | 6   | 0,33 |      |
| Cobresal · Chile |               |               |     |     |    |    |    |   |   |   |     |     |     |      |      |
| 1.ª | 2013          | 13            | 5   | 0   | 2  | 1  | 0  | — | — | — | 15  | 6   | 0   | 0,40 |      |
| 1.ª | 2013-14       | 30            | 9   | 4   | 12 | 4  | 2  | — | — | — | 42  | 13  | 6   | 0,31 |      |
| 1.ª | 2014-15       | 24            | 13  | 5   | 3  | 0  | 0  | 2 | 0 | 0 | 29  | 13  | 5   | 0,45 |      |
| 1.ª | 2015-16       | 19            | 6   | 4   | 4  | 2  | 1  | 1 | 0 | 0 | 24  | 8   | 5   | 0,33 |      |
| 1.ª | 2016-17       | 20            | 9   | 1   | 2  | 0  | 1  | — | — | — | 22  | 9   | 2   | 0,41 |      |
| 2.ª | 2017          | 12            | 6   | 1   | 2  | 1  | 0  | — | — | — | 14  | 7   | 1   | 0,50 |      |
| 2.ª | 2018          | 21            | 12  | 1   | 2  | 0  | 0  | — | — | — | 23  | 12  | 1   | 0,52 |      |
| 1.ª | 2019          | 1             | 0   | 0   | —  | —  | —  | — | — | — | 1   | 0   | 0   | 0,00 |      |
| Total club | Total club    | 140           | 60  | 16  | 27 | 8  | 4  | 3 | 0 | 0 | 170 | 68  | 20  | 0,40 |      |
| Guaireña FC Paraguay |               |               |     |     |    |    |    |   |   |   |     |     |     |      |      |
| 1.ª | 2020          | 4             | 0   | 2   | —  | —  | —  | — | — | — | 4   | 0   | 2   | 0,00 |      |
| 1.ª | 2021          | 0             | 0   | 0   | 0  | 0  | 0  | — | — | — | 0   | 0   | 0   | 0,00 |      |
| Total club | Total club    | 4             | 0   | 2   | 0  | 0  | 0  | 0 | 0 | 0 | 4   | 0   | 2   | 0,00 |      |
| Total carrera | Total carrera | Total carrera | 356 | 120 | 56 | 38 | 11 | 7 | 8 | 1 | 0   | 402 | 132 | 63   | 0,33 |
| (1) Incluye datos de la Liguilla Pre-Sudamericana (2014); Copa Chile (2008-18); Copa Paraguay (2021-Act.). (2) Incluye datos de la Copa Sudamericana (2008-14); Copa Libertadores (2012-16). (3) No incluye goles en partidos amistosos. |               |               |     |     |    |    |    |   |   |   |     |     |     |      |      |

### Resumen estadístico
| Competición           | Partidos | Goles | Promedio | Asistencias | Promedio | Goles y asistencias | Promedio |
| --------------------- | -------- | ----- | -------- | ----------- | -------- | ------------------- | -------- |
| Primera División      | 305      | 100   | 0,33     | 51          | 0,17     | 151                 | 0,50     |
| Segunda División      | 51       | 20    | 0,39     | 5           | 0,10     | 25                  | 0,49     |
| Copas nacionales      | 38       | 11    | 0,29     | 7           | 0,18     | 18                  | 0,47     |
| Copas internacionales | 8        | 1     | 0,13     | 0           | 0,00     | 1                   | 0,13     |
| TOTAL                 | 402      | 132   | 0,33     | 63          | 0,16     | 195                 | 0,49     |

### Hat-tricks
| 1 | 19 de febrero de 2011 | Municipal de La Pintana, La Pintana | Santiago Morning - Deportes Iquique |  | 3 - 1 | Apertura 2011 |

## Palmarés

### Campeonatos nacionales
| Título                    | Club     | País  | Año    |
| ------------------------- | -------- | ----- | ------ |
| Liguilla Pre-Sudamericana | Cobresal | Chile | 2014   |
| Primera División de Chile | Cobresal | Chile | 2015-C |